# Бочечківська сільська територіальна громада
Бочечківська сільська територіальна громада — об'єднана територіальна громада в Україні, в Конотопському районі Сумської області. Адміністративний центр — село Бочечки.
Площа громади — 328,1 км², населення — 3842 мешканці (2018).
Утворена 4 січня 2017 року шляхом об'єднання Бочечківської, Козацької, Сахнівської і Хижківської сільських рад Конотопського району(1923-2020).
19 липня 2020 року, в результаті адміністративно-територіальної реформи та ліквідації Конотопського району(1923-2020), громада увійшла до складу новоутвореного Конотопського району.

## Населені пункти
До складу громади входять 13 сіл: Анютине, Бережне, Бондарі, Бочечки, Вовчик, Духанівка, Козацьке, Новомутин, Прилужжя, Савойське, Сахни, Хижки та Щекинське.